# Бела-Вішта (станція метро)
38°44′50″ пн. ш. 9°7′4.50″ зх. д. / 38.74722° пн. ш. 9.1179167° зх. д.
Б́ела-В́ішта (порт. Bela Vista) — станція Лісабонського метрополітену. Знаходиться у східній частині міста Лісабона, в Португалії. Розташована на Червоній лінії (або Сходу), між станціями «Олаяш» і «Шелаш». Станція берегового типу, мілкого закладення. Введена в експлуатацію 19 травня 1998 року в рамках пролонгації метрополітену у східному напрямку міста, де в тому ж році відбувалась міжнародна експозиція присвячена океанам EXPO'98. Розташована в першій зоні, вартість проїзду в межах якої становить 0,75 євро.
Неподалік від станції розташований Проспект України, урочисто відкритий 23 червня 2008 Президентом України Віктором Ющенком під час його офіційного візиту до Португалії.

## Опис
Окремі архітектурні і декораційні елементи станції нагадують інші 5 нових станцій Червоної лінії («Олаяш», «Шелаш», «Олівайш», «Кабу-Руйву» і «Оріенте»), оскільки усі вони були побудовані і введені в дію в один і той же час. Архітектор — Paulo Brito da Silva, художні роботи виконав керамік Querubim Lapa. Станція має лише один вестибюль підземного типу, що має два основних виходи на поверхню, а також ліфт для людей з фізичним обмеженням. На станції заставлено тактильне покриття. 

## Режим роботи[6]
Відправлення першого поїзду відбувається з кінцевих станцій лінії:
- ст. «Аламеда» — 06:30
- ст. «Оріенте» — 06:30

Відправлення останнього поїзду відбувається з кінцевих станцій лінії:
- ст. «Аламеда» — 01:00
- ст. «Оріенте» — 01:00

## Галерея зображень

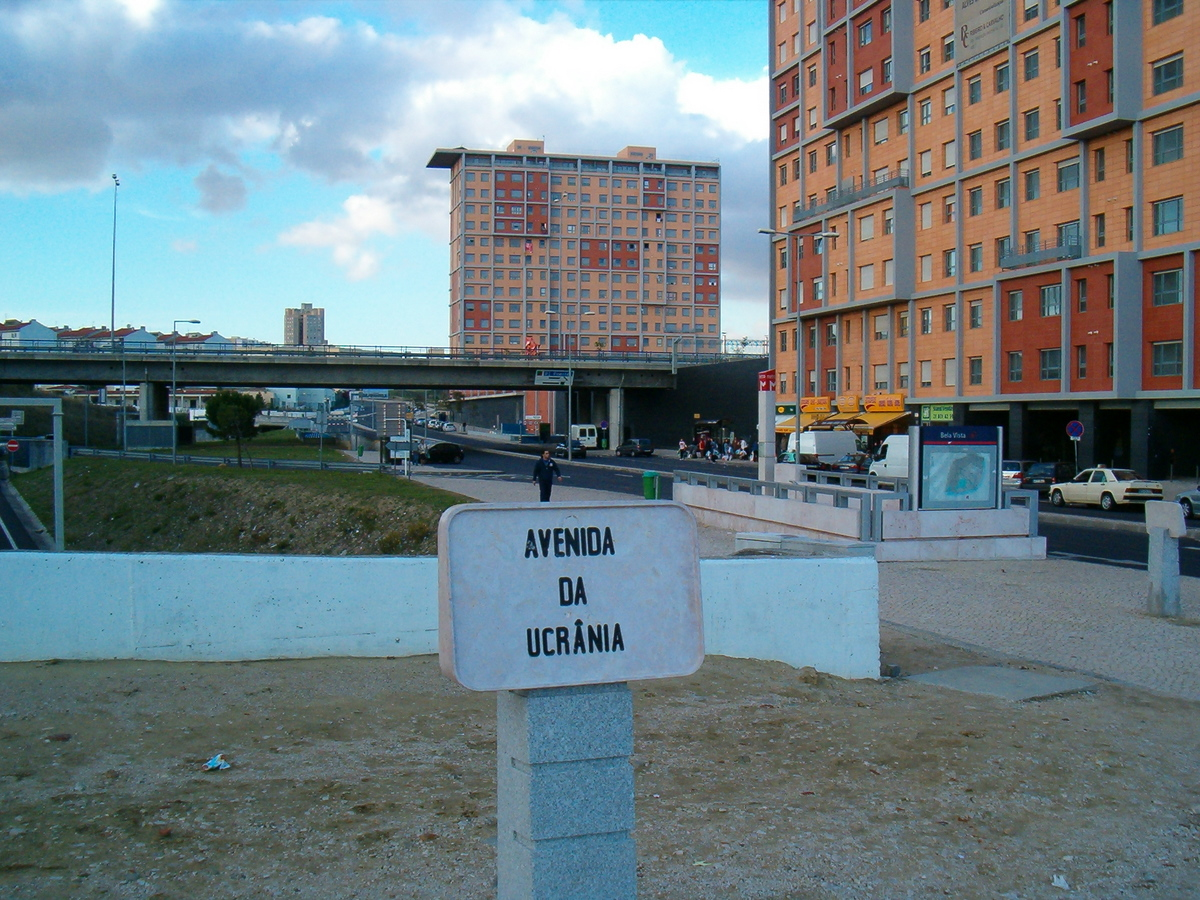
Дороговказ проспекту України у кількох метрах від входу до станції з вулиці (праворуч)